# Teich-Schachtelhalm
Der Teich-Schachtelhalm oder Schlamm-Schachtelhalm (Equisetum fluviatile L., Syn.: Equisetum limosum L.) ist eine Pflanzenart aus der Gattung der Schachtelhalme (Equisetum) innerhalb der Familie der Schachtelhalmgewächse (Equisetaceae).

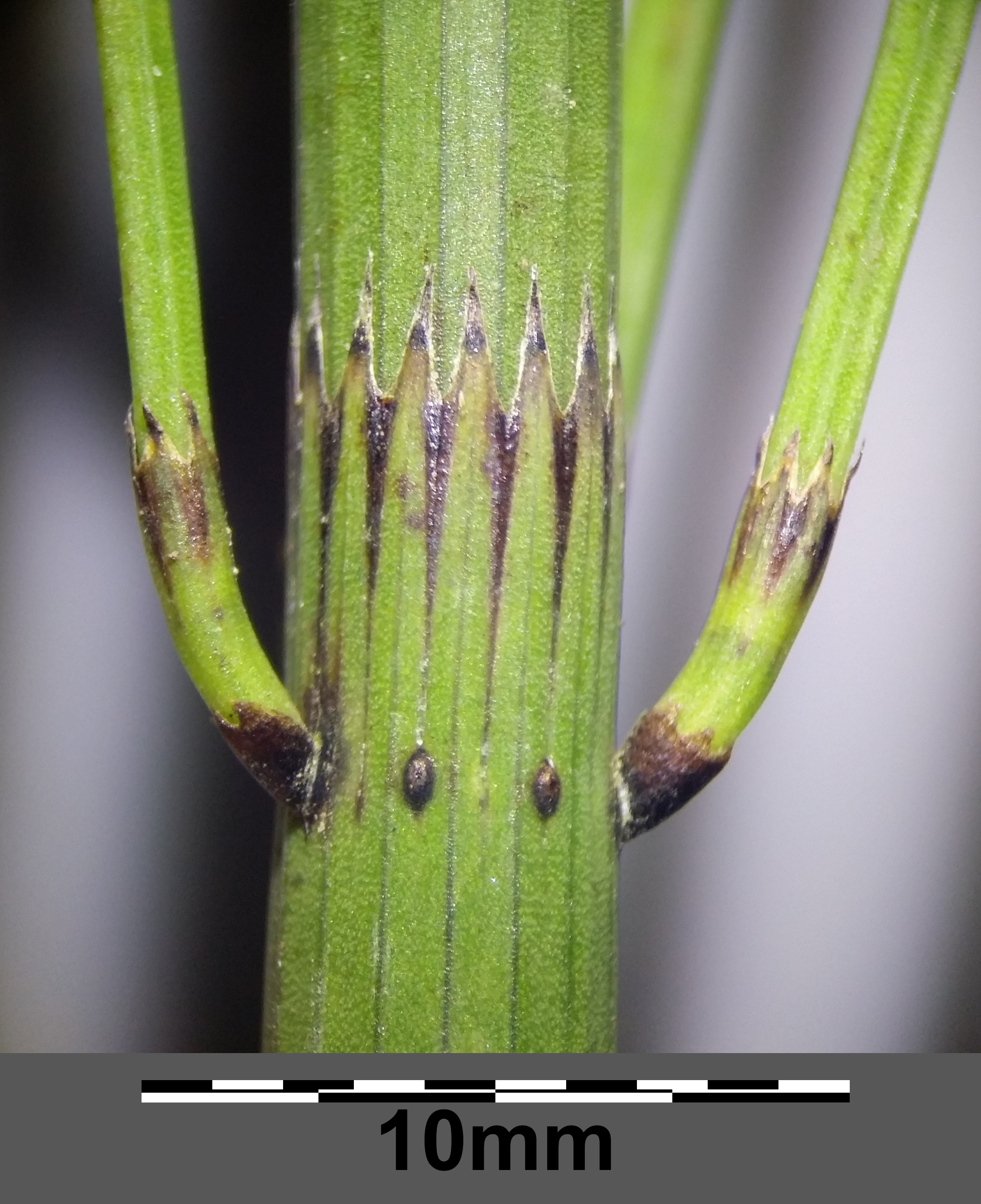
Blattscheide

## Beschreibung
Der Teich-Schachtelhalm ist eine ausdauernde krautige Pflanze und erreicht Wuchshöhen von 30 bis 120, selten bis zu 150 Zentimetern. Das Rhizom ist orange oder rot, glänzend und kahl. Fertile (sporangientragende) und sterile Sprosse sind gleich gestaltet, stets grün, und erscheinen gleichzeitig. Die glatten oder leicht rauen Stängel besitzen einen Durchmesser von 4 bis 8 Millimetern und keine vorspringenden Rippen, sondern lediglich etwa 10 bis 20 Rillen. Die zentrale Stängelhöhle nimmt drei Viertel bis neun Zehntel des Stängeldurchmessers ein. Der Spross ist unverzweigt oder in der Mitte mit unregelmäßigen Quirlen mit kurzen einfachen Ästen verzweigt. Die  bis 10 Millimeter langen Stängelblattscheiden liegen eng an. Die unteren Blattscheiden sind schwarz und genähert, die oberen sind glänzend grün und tragen 10 bis 30 schwarze, schmal weiß-hautrandige Zähne. Die Äste haben 4 bis 8 (bis 10) stumpfe Rippen und glänzend rotbraune Scheiden.
Die Sporenähre befindet sich auf zunächst unverzweigten, dann verzweigten stumpfen, grünen Sprossen, nach der Sporenreife vertrocknet sie und fällt ab (seltener verwelkt dann der ganze Stängel). Die endständige Sporangienähre ist stumpf (eiförmig), 10 bis 20 Millimeter lang und 5 bis 12 Millimeter dick. Die Sporen reifen im Mai und Juni.
Die Chromosomenzahl beträgt 2n = 216.

## Verwechslungsmöglichkeiten
Verwechslungsmöglichkeiten vom Teich-Schachtelhalm (Equisetum fluviatile) bestehen insbesondere mit dem Sumpf-Schachtelhalm (Equisetum palustre). Wie Equisetum palustre, kann auch Equisetum fluviatile beim Vieh zu Vergiftungen führen. Außerdem hybridisiert der Teich-Schachtelhalm unter anderem mit dem Acker-Schachtelhalm (Equisetum arvense); diese Hybride wird auch als Ufer-Schachtelhalm (Equisetum × litorale) bezeichnet.

## Ökologie
Beim Teich-Schachtelhalm handelt es sich um einen Kryptophyten und eine Wasser- bzw. Uferpflanze.

## Vorkommen
Der Teich-Schachtelhalm ist zirkumpolar in Eurasien in meridionalen bis borealen Bereichen verbreitet. Er kommt auch in Nordamerika vor. In Europa kommt er in fast allen Ländern vor und fehlt nur in Portugal und im europäischen Teil der Türkei.
In Österreich kommt er in allen Bundesländern zerstreut vor, im pannonischen Gebiet ist er gefährdet. In der Schweiz ist die Einstufung an der Südalpenflanke als gefährdet (vulnerable) und in den westlichen Zentralalpen als potentiell gefährdet (near threatened). In Deutschland gilt er in Berlin als gefährdet.
Der Teich-Schachtelhalm wächst in Röhrichten, Sümpfen, an Ufern, in Großseggenrieden, häufig an flach überschwemmten Standorten. Er kommt oft in Pflanzengesellschaften der Ordnung Phragmitetalia oder des Verbands Caricion lasiocarpae vor. Er kommt von der planaren bis zur subalpinen Höhenstufe in Höhenlagen bis etwa 1500 Metern vor. In den Allgäuer Alpen steigt er auf der Mittleren Biberalpe südlich Einödsbach in Bayern bis zu einer Höhenlage von 1670 Metern auf. In den Alpen hat er Vorkommen bis in Meereshöhe von 2400 Metern.
Die ökologischen Zeigerwerte nach Landolt et al. 2010 sind in der Schweiz: Feuchtezahl F = 5w+ (überschwemmt), Lichtzahl L = 4 (hell), Reaktionszahl R = 3 (schwach sauer bis neutral), Temperaturzahl T = 3 (montan), Nährstoffzahl N = 3 (mäßig nährstoffarm bis mäßig nährstoffreich), Kontinentalitätszahl K = 3 (subozeanisch bis subkontinental).

## Nutzung
Wegen seinem geringen Gehalt an Kieselsäure ist der Teich-Schachtelhalm die einzige Art der Schachtelhalme, die auch einen Wert als Futterpflanze besitzt. Bei ihm wurden auch keine Alkaloide als Inhaltsstoffe festgestellt.

## Taxonomie
Die Erstveröffentlichung von Equisetum fluviatile erfolgte 1753 durch Carl von Linné in Species Plantarum, Tomus II, S. 1062. Synonyme von Equisetum fluviatile L. sind Equisetum limosum L. und Equisetum heleocharis Ehrh. nom. illeg.

## Bilder

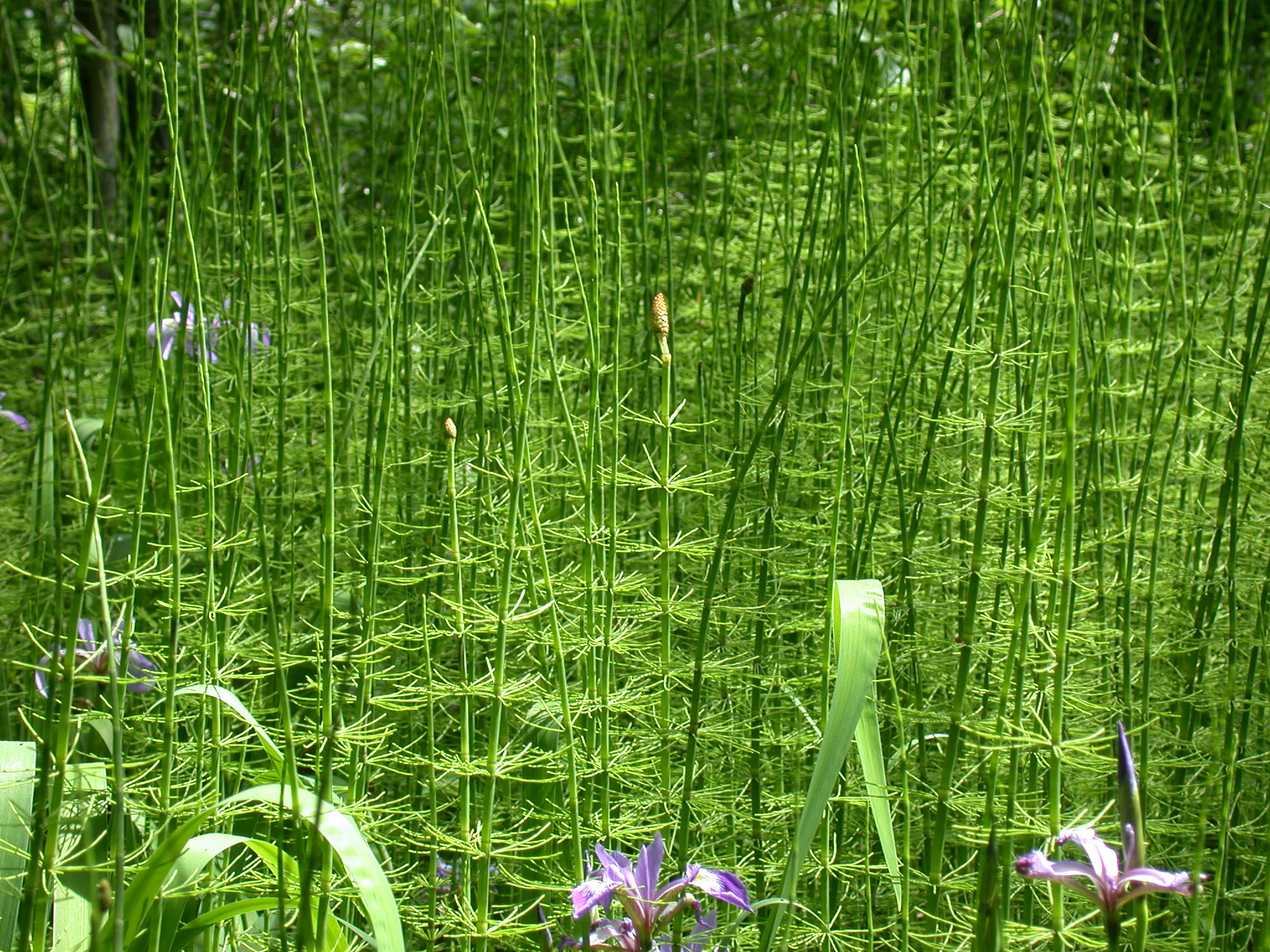
Teich-Schachtelhalm im Bestand
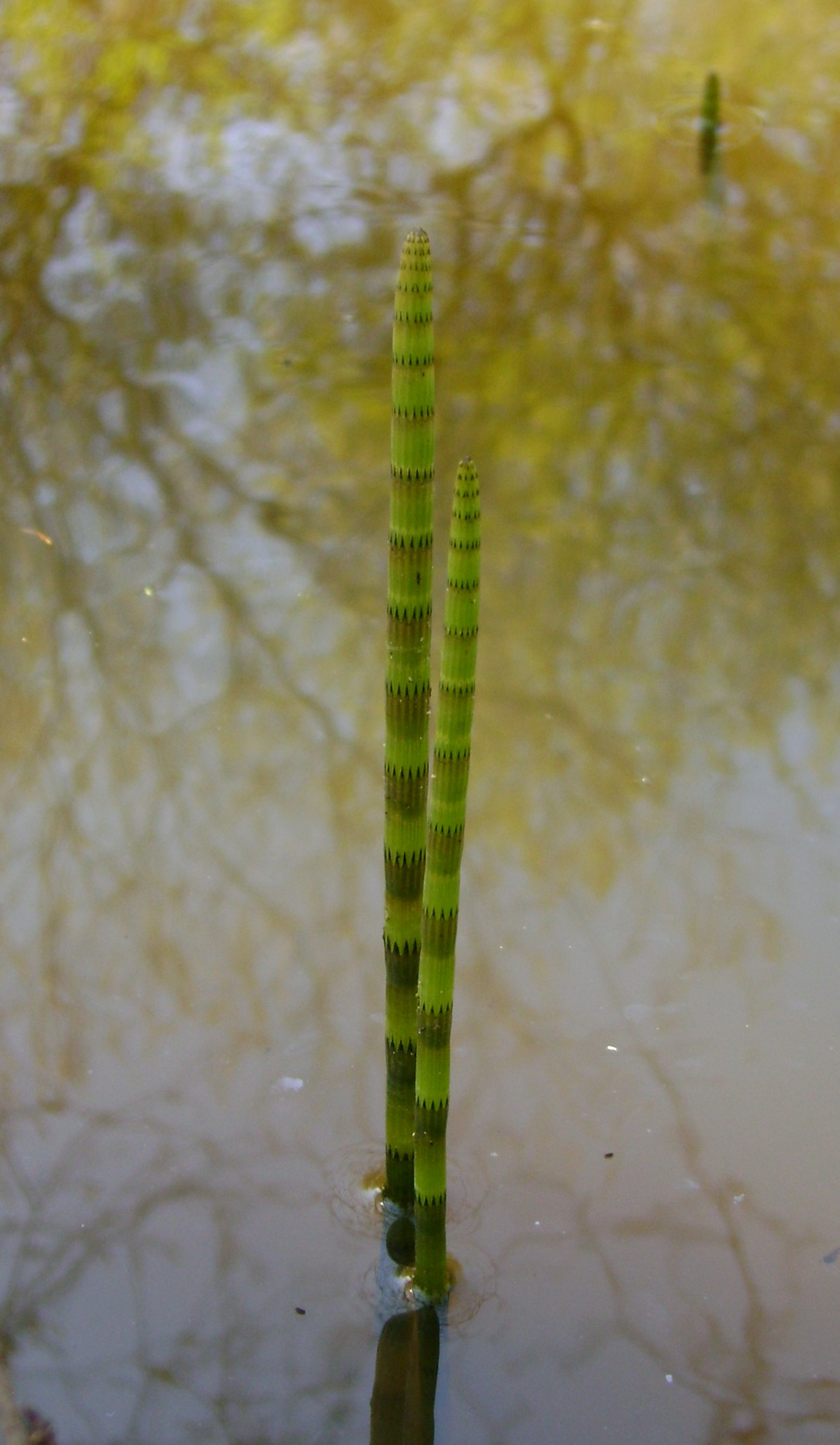
Junge, unverzweigte Sprosse
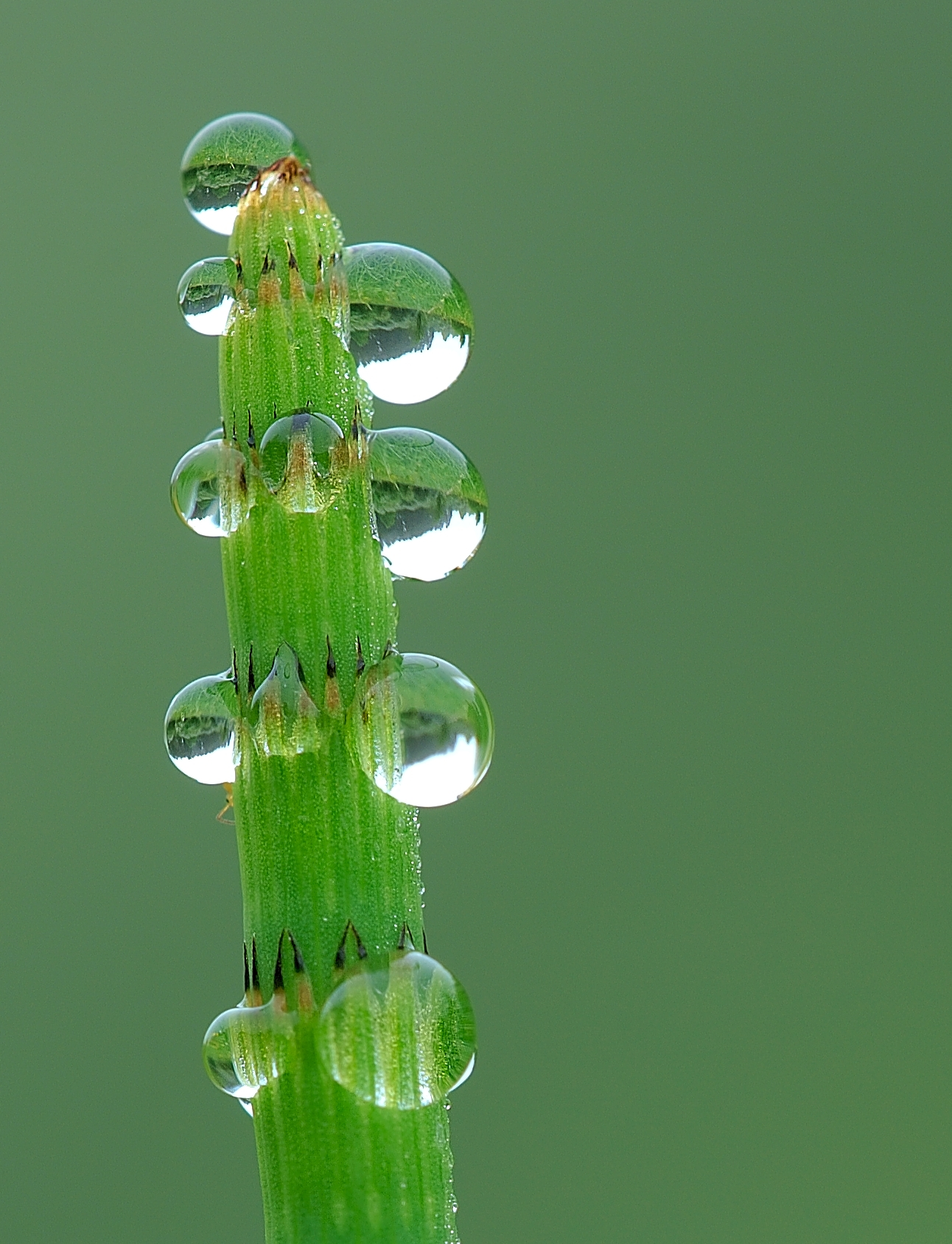
Guttation an der Sprossspitze
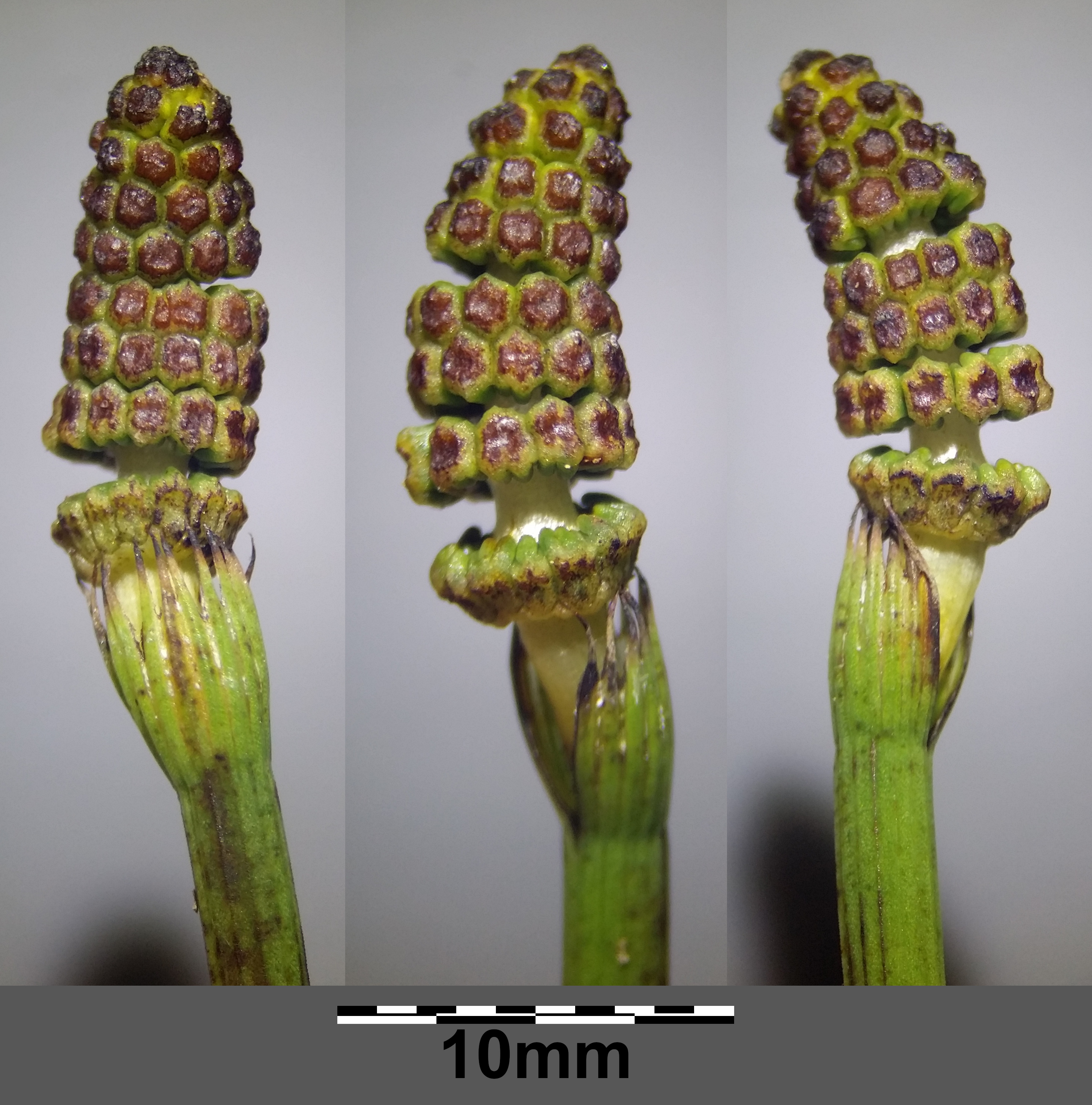
Sporangienähren

## Trivialnamen
Für den Teich-Schachtelhalm bestehen bzw. bestanden auch folgende deutschsprachige Trivialnamen: Ahnwop (Bremen), Brackbeen, Hollpiepen (Ostfriesland), Katzenschwamm (Schweiz), Negenkne (Norddithmarschen), Preibusch (Leipzig, Memmingen), Schaftheu und Wasserschlutten (Memmingen).

## Belege
- Manfred A. Fischer, Wolfgang Adler, Karl Oswald: Exkursionsflora für Österreich, Liechtenstein und Südtirol. 2., verbesserte und erweiterte Auflage. Land Oberösterreich, Biologiezentrum der Oberösterreichischen Landesmuseen, Linz 2005, ISBN 3-85474-140-5.
- Henning Haeupler, Thomas Muer: Bildatlas der Farn- und Blütenpflanzen Deutschlands. Hrsg.: Bundesamt für Naturschutz (= Die Farn- und Blütenpflanzen Deutschlands. Band 2). Eugen Ulmer, Stuttgart (Hohenheim) 2000, ISBN 3-8001-3364-4.
- Rudolf Schubert, Klaus Werner, Hermann Meusel (Hrsg.): Exkursionsflora für die Gebiete der DDR und der BRD. Begründet von Werner Rothmaler. 13. Auflage. Band 2: Gefäßpflanzen. Volk und Wissen, Berlin (DDR) 1987, ISBN 3-06-012539-2.
- Siegmund Seybold (Hrsg.): Schmeil-Fitschen interaktiv. CD-ROM, Version 1.1. Quelle & Meyer, Wiebelsheim 2002, ISBN 3-494-01327-6.